# Krušljevec (Sveti Ilija)
Krušljevec is een plaats in de gemeente Sveti Ilija in de Kroatische provincie Varaždin. De plaats telt 253 inwoners (2001).